# Europa Point Football Club
Maillots
Actualités
L'Europa Point Football Club est un club de football basé à Gibraltar. Fondé en 2014, il est champion de deuxième division 2015-2016.

## Histoire
Le club est formé en 2014 par John Gontier qui devient son président. Le club fait jouer de jeunes joueurs qui ont été libérés par les clubs professionnels en Angleterre et en Espagne dans le but de les ramener dans la compétition. Le club a annoncé un partenariat avec le club anglais de Chesterfield évoluant alors en troisième division anglaise, lui donnant la priorité sur les joueurs d'Europa Point en cas de transfert.
Le club débute en deuxième division à l'occasion de la saison 2014-2015. Malgré un bon début de saison, incluant un combat serré pour la promotion avec Gibraltar United, le club manque la promotion en première division et termine troisième bien qu'ayant la meilleure attaque de deuxième division. Le club parvient cependant à remporter un premier trophée en battant Angels FC après prolongation sur le score de 5 à 3 en finale de la Coupe de Second Division.
La saison suivante, Europa Point remporte la Second Division en terminant invaincu avec 17 victoires et 5 nuls. Il conserve également son titre en Coupe de Second Division en battant les Bruno's Magpies sur le score de 3 buts à 2, après prolongation à nouveau. Il échoue cependant à se maintenir en première division la saison suivante, terminant dernier du championnat avec seulement deux victoires en vingt-sept matchs.

## Bilan sportif

### Palmarès
- Championnat de Gibraltar de football D2 (1)
  - Champion en 2016

- Coupe de Second Division (2)
  - Vainqueur en 2015, 2016

### Bilan par saison
| Saison    | Championnat | Championnat | Championnat | Championnat | Championnat | Championnat | Championnat | Championnat | Championnat | Championnat | Rock Cup         |
| Saison    | Division    | Pos         | Pts         | J           | V           | N           | D           | BP          | BC          | Diff        | Rock Cup         |
| --------- | ----------- | ----------- | ----------- | ----------- | ----------- | ----------- | ----------- | ----------- | ----------- | ----------- | ---------------- |
| 2014-2015 | 2e          | 3e          | 63          | 26          | 20          | 3           | 3           | 123         | 20          | +103        | Quarts de finale |
| 2015-2016 | 2e          | 1er         | 56          | 22          | 17          | 5           | 0           | 75          | 19          | +56         | Premier tour     |
| 2016-2017 | 1re         | 10e         | 8           | 27          | 2           | 2           | 23          | 13          | 120         | -107        | Quarts de finale |
| 2017-2018 | 2e          | 4e          | 24          | 14          | 7           | 3           | 4           | 31          | 18          | +13         | Deuxième tour    |
| 2018-2019 | 2e          | 2e          | 39          | 18          | 13          | 0           | 5           | 50          | 26          | +24         | Deuxième tour    |
| 2019-2020 | 1re         | 8e          | 25          | 18          | 7           | 4           | 7           | 35          | 38          | -3          | Quarts de finale |
| 2020-2021 | 1re         | 11e         | 3           | 18          | 1           | 0           | 17          | 10          | 73          | -63         | Premier tour     |